# Magnanimitat

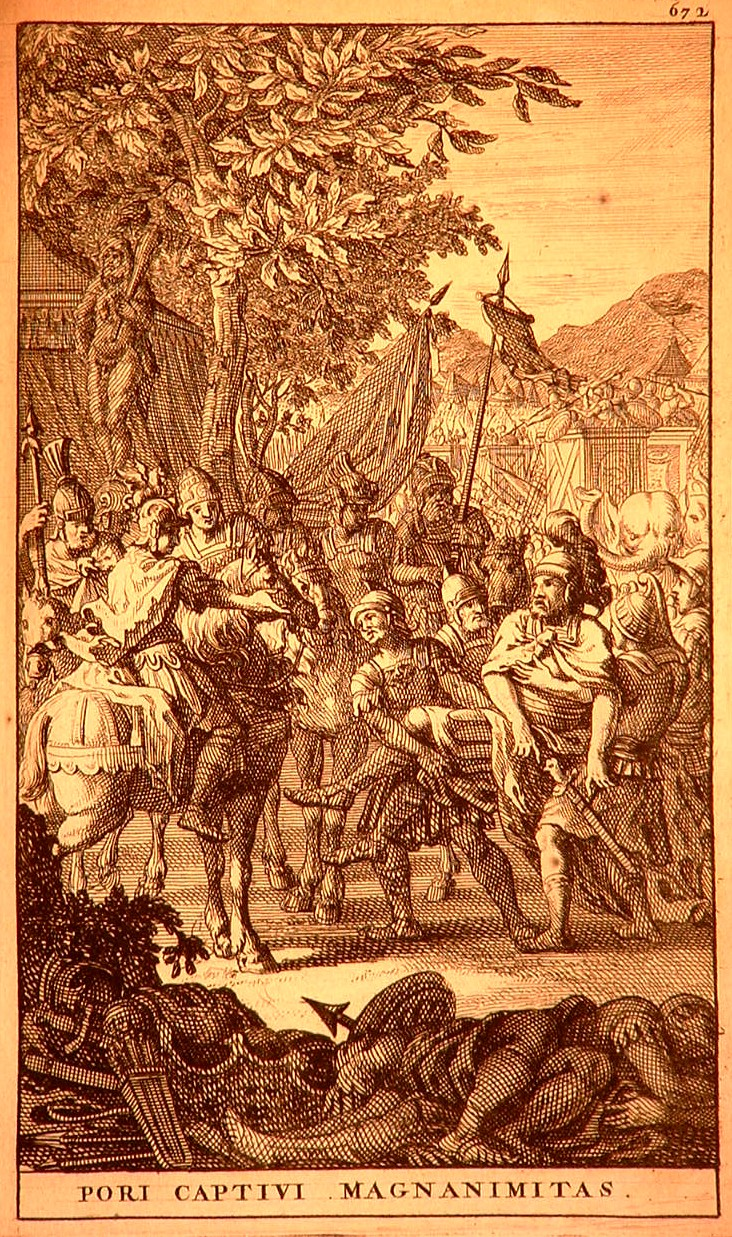
La magnanimitat d'Alexandre cap al captiu Rei Porus.

Magnanimitat (derivada de les arrels llatines magn- gran, i anima, ànima, literalment significa gran generositat) és la virtut de ser gran de ment i de cor. Abasta, en general, un rebuig a ser mesquí, una disposició a enfrontar el perill, i el fer accions amb fins nobles. La seua antítesi és la pusil·lanimitat. Tots dos termes van ser encunyats per Aristòtil, qui va dir de la magnanimitat que era "la virtut suprema".
El Diccionari de La Llengua Americana de Noah Webster de 1828 defineix Magnanimitat com:

MAGNANIM'ITAT, n. [L. magnanimitas; magnus, gran, i animus, ment.] Grandesa d'ànim; que eleva o dignifica l'ànima, que enfronta el perill i els problemes amb tranquil·litat i fermesa, que alça al posseïdor per damunt de la venjança, i el fa delectar-se en actes de benevolència, cosa que li fa menysprear la injustícia i la maldat, i li mou al sacrifici personal, l'interès i la seguretat per a la realització de fets útils i nobles.

En la seua Ètica a Nicòmac, Aristòtil la considera la virtut adequada per un gran home, superposant-la respecte a altres virtuts.
Edmund Spenser, en La Reina Fada, en té dos cavallers on al·legòricament cadascú representa una virtut; El príncep Artur representa la "magnificència", que generalment es pren com a sinònim de "magnanimitat". El treball incomplet no inclou el llibre del príncep Artur, i el significat no és clar.
Demòcrit estableix que "la magnanimitat consisteix a suportar amb mansuetud manca de tacte".
Com a adjectiu, el concepte és expressat com "magnànim", ex. "És un home magnànim." Un exemple per referir-se a algú com a magnànim es pot veure en Hrólfs saga kraka on el Rei Hrólfr Kraki canvia el nom d'un servent de la cort de Hott a Hjalti degut al seu descobriment de la força i coratge d'aquest, després que Hjalti es negara a fer befa o matar eixos que prèviament li havien fet burla. Per les seves nobles accions, el rei concedeix el títol de magnànim a Hjalti.
Una manera de magnanimitat és la generositat del vencedor amb els vençuts. Per exemple, la magnanimitat, s'ha codificat entre les societats amb la Convenció de Ginebra.
El Magnànim genera esforços que poden servir per compensar els danys col·laterals d'una guerra.
C. S. Lewis, en el seu llibre L'Abolició de l'Home, es refereix al pit de l'home com la seu de la magnanimitat, o sentiment, amb aquesta magnanimitat treballant d'enllaç entre l'home visceral i cerebral. Lewis afirma que en el seu temps, la negació de les emocions que es troben en l'etern, el sublim, el qual és humiliant com una realitat objectiva, ha donat lloc a "homes sense pit".
Winston Churchill té la famosa cita dient "En la Guerra: Resolució. En la derrota: Desafiament. En la Victòria: Magnanimitat. En la pau: Bona Voluntat."